# Friend Zone (phim truyền hình Thái Lan)
Friend Zone (tiếng Thái: Friend Zone – เอาให้ชัด; RTGS: Friend Zone – Ao Hai Chat) là một bộ phim truyền hình Thái Lan phát sóng năm 2018–2019 với sự tham gia của Thanat Lowkhunsombat (Lee), Nichaphat Chatchaipholrat (Pearwah), Prachaya Ruangroj (Singto), Pronpiphat Pattanasettanon (Plustor), Nat Sakdatorn, Tipnaree Weerawatnodom (Namtan), Ratthanant Janyajirawong (Ter), Nathasit Kotimanuswanich (Best) và Sarunchana Apisamaimongkol (Aye).
Bộ phim được đạo diễn bởi Tidakorn Pookaothong và sản xuất bởi GMMTV và Trasher Bangkok. Đây là một trong mười dự án phim truyền hình cho năm 2018 được GMMTV giới thiệu trong sự kiện "Series X" vào ngày 1 tháng 2 năm 2018. Bộ phim được phát sóng vào lúc 22:00 (ICT), Chủ nhật trên One 31 và phát lại vào lúc 23:00 (ICT) cùng ngày trên LINE TV, bắt đầu từ ngày 11 tháng 11 năm 2018. Bộ phim kết thúc vào ngày 2 tháng 2 năm 2019.
Bộ phim được phát lại vào lúc 22:45 (ICT), thứ Hai và thứ Ba trên GMM 25, bắt đầu từ ngày 20 tháng 4 năm 2020.

## Diễn viên
Dưới đây là dàn diễn viên của bộ phim:

### Diễn viên chính
- Thanat Lowkhunsombat (Lee) vai Good
- Nichaphat Chatchaipholrat (Pearwah) vai Boyo
- Prachaya Ruangroj (Singto) vai Earth
- Pronpiphat Pattanasettanon (Plustor) vai Stud
- Nat Sakdatorn vai Tiến sĩ Sam
- Tipnaree Weerawatnodom (Namtan) vai Boom
- Ratthanant Janyajirawong (Ter) vai Bern
- Nathasit Kotimanuswanich (Best) vai Tor
- Sarunchana Apisamaimongkol (Aye) vai Amm

### Diễn viên phụ
- Way-Ar Sangngern (Joss) vai Safe
- Chayapol Jutamat (AJ) vai Ta
- Tosatid Darnkhuntod (Ten) vai Arm
- Sutthipha Kongnawdee (Noon) vai Ploypink
- Watchara Sukchum (Jennie) vai Satang
- Natthaweeranuch Thongmee (Ja) vai Pun
- Phakjira Kanrattanasood (Nanan) vai Eve, em gái của Claire
- Napasorn Weerayuttvilai (Puimek) vai Claire, bạn gái cũ của Good
- Chaidi Dididi (Pattai) vai mẹ của Boyo

### Khách mời
- Pruk Panich (Zee) vai Captain (Tập 6 & 7)

## Nhạc phim
| Tên bài hát                        | Thể hiện                | Ref.  |
| ---------------------------------- | ----------------------- | ----- |
| พรุ่งนี้จะเข้าใจ (Prung Nee Ja Kao Jai) | Rattana Chanprasit (Na) | [ 9 ] |